# Grup de Mecha
Grup de Mecha es una asociación fundada en 1977, cuyo fin es la recuperación y promoción de actos cívico-religiosos y culturales de todo tipo, que forman parte de las tradiciones de la Comunidad Valenciana. No tiene ánimo de lucro. 

## Origen
Su origen data de la segunda mitad de los años 70 del siglo pasado. La chispa que encendió su nacimiento fue la degradación y casi desaparición a la que había llegado la procesión del Corpus Christi de Valencia. La "Festa Grossa", que había sido durante siglos la celebración cívico-religiosa más importante de la ciudad y una de las más antiguas y reconocidas de España (no en balde se hubo de repetir en varias ocasiones para que la pudieran conocer algunos reyes y personajes históricos, en su visita a Valencia), parecía tener sus días contados. 
En esa situación, varias personas, como el entonces canónigo de la Catedral Vicente Castell Maiques, José Mª Rey de Arteaga (Josechu), Armando Serra Cortés y otros, decidieron rescatar la procesión y tratar de devolverle su pasado esplendor.
Para ello, necesitaban conformar un grupo de personas que creyeran en su proyecto y contactaron con dos comisiones falleras, cuyos presidentes y falleros apoyaron la idea con entusiasmo. Las comisiones fueron: Reino de Valencia - Duque de Calabria y Maestro Serrano - Reino de Valencia, cuyos presidentes eran Rafael Ferraro Sebastiá y Vicente Martí Díez, respectivamente.

## Fundadores
Además de los ya citados, los fundadores del "Grup de Mecha" fueron: Fernando Albi Oliver, José Alcañiz Chanzá, Fco. Javier Aparisi Lilao, Julio Aviñó Forés, Jaime Bellver Fernández, Roberto Bermell Vergadá, Manuel Bonell Sendra, Francisco Carcelén Conesa, Horacio Castelló Gumb, Enrique Fayos Bonell, Julio Marín Barreda, José Vte. Martí Blasco, Alfredo Monterde Ferrer, Francisco Monzonís Calvet, Antonio Navarro Rocafort, Fernando Núñez Estarelles, José Mª Tatay Pérez-Ontiveros, José Puchol Peris, Juan C. Randez Castellano, Juan M. Serrano Vives, Jaime Server Salvá y Federico Vidal Mestre.

## Nombre
El nombre de "Grup de Mecha" hace alusión directa a la mecha de los enormes cirios que portan "Els Cirialots" en la procesión del Corpus Christi de Valencia y de otras localidades de la Comunidad Valenciana. Su intención, ser la mecha que prende para dar calor, luz y solemnidad a las tradiciones valencianas en general y, en el momento de la fundación del Grup, a la procesión del Corpus Christi de la ciudad de Valencia.   

## Historia
Su primera aportación a la recuperación de tradiciones valencianas se remonta a 1978, año en que sus miembros participaron en la procesión del Corpus Christi de Valencia representando a los "Cirialots". Casi inmediatamente, pasaron a representar también a los "Blancs" y a algunos otros personajes de la procesión. 
Unos años más tarde, el Grup de Mecha promovió la creación de la asociación "Amics del Corpus de la Ciutat de Valencia", con el fin específico de seguir potenciando las celebraciones cívico-religiosas en torno a la procesión del Corpus Christi. 
Entre otras actuaciones del Grup de Mecha se pueden citar:
- La colaboración con la asociación Amics del Corpus de Almácera,

- La recuperación de los Cirialots, 40 años después de su desaparición, en la procesión de Algemesí de 2009, en las fiestas de la Mare de Deu de la Salut.[3][4]

- La defensa durante 2009 y ante la Oficina Española de Patentes y Marcas, de la no registrabilidad del término "Cirialot", que era pretendida por terceros. Coordinando las acciones de varios ayuntamientos de la Comunidad en cuyas procesiones aparece la figura de Los Cirialots, se logró el objetivo de que esa figura, que es exclusiva de la Comunidad Valenciana y distintiva de algunas de sus procesiones, permanezca libre de registro como marca y pertenezca a todos los valencianos.

- La reactivación, junto con el Cabildo de la Catedral de Valencia, de la procesión más antigua de la ciudad, la de la Patrona de la seo valenciana, Virgen de la Asunción, cada quince de agosto. Esta recuperación se inició en 2010, con la participación de miembros de la asociación como los Doce Apóstoles que llevan el anda de la Virgen. Así mismo, Grup de Mecha participó con la renovación de todo el vestuario de los apóstoles. La asociación sigue procesionando todos los años, manteniendo así una colaboración con el Cabildo, que consolida esta antiquísima tradición mariana de la ciudad de Valencia.

- Con la celebración de la procesión del Corpus Christi en 2017 se cumplieron las cuarenta participaciones de algunos miembros fundadores del Grup de Mecha (fundadores también de la asociación "Amics del Corpus") en esta procesión. Por tanto, algunos de los miembros fundadores de las dos asociaciones han vestido ya, en 2024, cuarenta y siete veces y años el traje de "Cirialot" y portado, en todas ellas, el cirial con el escudo de la ciudad de Valencia.

## Publicaciones
- "Vicente Castell, Llum del Grup de Mecha, llum de València, llum d'Algemesí". Febrero 2012.
Vicente Castell Maiques fue canónigo de la Catedral de Valencia, historiador, hombre culto y comprometido con las tradiciones cívico-religiosas de Valencia y Algemesí (su pueblo natal). Gracias a su labor y a la actuación del GRUP de MECHA se inició la recuperación de la Procesión del Corpus de Valencia a finales de los años 70 del siglo pasado. En este libro se resume parte de su vida y su obra.
- "In Assumptione B. Mariae Virg. Instrucciones para la Celebración de la Vigilia y Solemnidad del 15 de Agosto, Incluida su Octava, según la Consueta de Teodosio Herrera, Maestro de Ceremonias de la Catedral de Valencia, Escrita entre 1699 y 1705". 
Transcripción, introducción y notas de Miguel Ángel Catalá Gorgues. Agosto 2015.
- "Llibre de les Representasions dels Misteris que es representen en València lo dia de Corpus Christi". Junio 2022.
Transcripción y edición del texto de Vicente Pons Alós. Transcripción y edición de la música de Francesc Villanueva Serrano. Documento original perteneciente al Ayuntamiento de Valencia. Biblioteca Serrano Morales. Con la colaboración del Arzobispado de Valencia.